# Соколяни (Словаччина)
Соколяни (словац. Sokoľany) — село в окрузі Кошиці-околиця Кошицького краю Словаччини. Площа села 10,57 км². Станом на 31 грудня 2016 року в селі проживало 1339 жителів.

## Історія
Перші згадки про село датуються 1268 роком.

## Географія
Протікає Соколянський потік.

## Населення
| Рік:            | 1994. | 2004.    | 2014.    | 2024.   |
| --------------- | ----- | -------- | -------- | ------- |
| Кількість осіб: | 1009  | 1118     | 1309     | 1358    |
| Різниця:        |       | +10,80 % | +17,08 % | +3,74 % |

| Рік:            | 2023. | 2024.   |
| --------------- | ----- | ------- |
| Кількість осіб: | 1357  | 1358    |
| Різниця:        |       | +0,07 % |